# Vangelis Moras
Vangelis Moras, född 26 augusti 1981 i Larissa, Grekland, är en grekisk fotbollsspelare som sedan 2012 spelar för den italienska klubben Hellas Verona FC och Greklands fotbollslandslag.